# Campionati austriaci di sci alpino 1963
I Campionati austriaci di sci alpino 1963 si svolsero a Haus tra il 7 e il 10 febbraio; furono assegnati i titoli di discesa libera, slalom gigante, slalom speciale e combinata, sia maschili sia femminili.

## Risultati

### Uomini

#### Discesa libera
| Pos. | Atleta          | Nazione |
| ---- | --------------- | ------- |
| 1    | Karl Schranz    | Austria |
| 2    | Gerhard Nenning | Austria |
| 3    | Heini Messner   | Austria |

Data: 9 febbraio

#### Slalom gigante
| Pos. | Atleta          | Nazione |
| ---- | --------------- | ------- |
| 1    | Josef Stiegler  | Austria |
| 2    | Gerhard Nenning | Austria |
| 3    | Hias Leitner    | Austria |

Data: 7 febbraio

#### Slalom speciale
| Pos. | Atleta          | Nazione |
| ---- | --------------- | ------- |
| 1    | Karl Schranz    | Austria |
| 2    | Gerhard Nenning | Austria |
| 3    | Hugo Nindl      | Austria |

Data: 10 febbraio

#### Combinata
| Pos. | Atleta          | Nazione |
| ---- | --------------- | ------- |
| 1    | Gerhard Nenning | Austria |
| 2    | Heini Messner   | Austria |
| 3    | Hugo Nindl      | Austria |

Data: 7-10 febbraio

Classifica stilata attraverso i piazzamenti ottenuti
in discesa libera, slalom gigante e slalom speciale

### Donne

#### Discesa libera
| Pos. | Atleta        | Nazione |
| ---- | ------------- | ------- |
| 1    | Christl Haas  | Austria |
| 2    | Traudl Hecher | Austria |
| 3    | Marianne Jahn | Austria |

Data: 9 febbraio

#### Slalom gigante
| Pos. | Atleta        | Nazione |
| ---- | ------------- | ------- |
| 1    | Traudl Hecher | Austria |
| 2    | Marianne Jahn | Austria |
| 3    | Edda Kainz    | Austria |

Data: 7 febbraio

#### Slalom speciale
| Pos. | Atleta           | Nazione |
| ---- | ---------------- | ------- |
| 1    | Marianne Jahn    | Austria |
| 2    | Traudl Hecher    | Austria |
| 3    | Edith Zimmermann | Austria |

Data: 10 febbraio

#### Combinata
| Pos. | Atleta        | Nazione |
| ---- | ------------- | ------- |
| 1    | Traudl Hecher | Austria |
| 2    | Marianne Jahn | Austria |
| 3    | Christl Haas  | Austria |

Data: 7-10 febbraio

Classifica stilata attraverso i piazzamenti ottenuti
in discesa libera, slalom gigante e slalom speciale